# Verhalten im Brandfall
Das Verhalten im Brandfall wird in einem Alarmplan beschrieben, der oft in öffentlichen Gebäuden aushängt. Er gliedert sich in die drei Hauptpunkte „Brand melden“, „In Sicherheit bringen“ und „Löschversuch unternehmen“.
Darüber hinaus gibt es weitere Verhaltenshinweise, die auch vorbeugende Hinweise wie die Kenntnisnahme des örtlichen Fluchtwegplans beinhalten. Dies trifft insbesondere auf den Aufenthalt in Übernachtungseinrichtungen zu.

## Geschichte
Anfang des 19. Jahrhunderts hatten auf dem Land bei ausbrechendem Brand sofort bestimmte Einwohner die Feuerspritze zu holen. Nicht jedes Dorf besaß eine solche. Ein Feuerläufer hatte erforderlichenfalls eine weitere Löschpumpe anzufordern. In vielen Ortschaften des Herzogtums Nassau hatten bei Wahrnehmung eines Brandes der Lehrer des Ortes Sturm zu läuten, der Ausschusstambour (Trommler) Alarm zu schlagen. Der Ausschussfähnrich musste durch den Ausschuss (eine etwas militärisch ausgebildete Wachmannschaft) alle Ausgänge des Ortes besetzen lassen, um niemand außer Feuerläufern und den zum Herbeiholen der Spritze Beorderten während des Brandes hinauszulassen. Alle arbeitsfähigen Einwohner hatten mit gefülltem Eimer zur Brandstelle zu eilen und sich in doppelter Reihe zur nächsten Wasserentnahmestelle aufzustellen. „Durch die Hände lange Kette um die Wette flog der Eimer.“ Nach ausdrücklichem Befehle der Obrigkeit war darauf zu achten, „dass die mit ihrem Lamentieren nur Konfusion machenden Weibsleute in die Reihen gebracht werden“. Gehorsamsverweigerung dem Kommando gegenüber, unerlaubtes Entfernen von der Brandstätte oder absichtliches Beschädigen der Löschgeräte wurde mit empfindlicher Leibesstrafe geahndet. Die vom Brandorte geretteten Sachen wurden an einem feuersicheren Orte von Mannschaften des Ausschusses scharf bewacht. Wer versuchte, in dem Wirrwarr zu stehlen, wurde im Betretungsfalle von der Wache gebunden, bei den Sachen niedergelegt, um nach dem gelöschten Brande sofort Bestrafung zu empfangen. Doch für den, der sich in dem Rettungswerke durch Eifer, Mut und Unerschrockenheit besonders auszeichnete, war eine Belohnung bis zu vier Talern ausgesetzt.

## Richtiges Verhalten

### Brand melden
Im ersten Schritt sollte der Brand als Notruf gemeldet werden. In den Ländern der EU gilt die Euronotrufnummer 112.
Für die Meldung gibt es folgende Reihenfolge:
- Wo ist etwas passiert?
- Wer meldet?
- Was ist passiert?
- Wie viele sind betroffen/verletzt?
- Warten auf Rückfragen!

### In Sicherheit bringen
Im zweiten Schritt sollte man sich selbst und andere Personen in Sicherheit bringen. Dabei ist zu beachten:
- gefährdete Personen mitnehmen,
- hilfsbedürftigen Personen helfen,
- Türen und Fenster schließen,
- gekennzeichneten Fluchtwegen folgen,
- keine Aufzüge benutzen,
- Anweisungen der Brandschutzhelfer beachten.

### Löschversuch unternehmen
Im dritten Schritt sollte geprüft werden, ob ein Löschversuch unternommen werden kann. Dabei ist zu beachten:
- genug Abstand vom Feuer halten,
- mit kurzen, gezielten Stößen löschen,
- Löschmittel auf brennende Gegenstände sprühen,
- bei mehreren Feuerlöschern: möglichst gleichzeitig verwenden,
- Elektrische Anlagen und Fettbrände nie mit Wasser löschen!

### Weitere Verhaltenshinweise
Wenn es brennt, kommt es auf schnelle Reaktionen und das richtige Verhalten an, weil oft nur wenige Minuten zur Verfügung stehen, bevor Rauch oder Flammen den Fluchtweg abschneiden.
- Sehen Sie sich beim Betreten eines Gebäudes die Fluchtwege an, damit Sie diese im Brandfall schnell finden!
- Wenn es außerhalb der Wohnung (im Treppenraum) brennt: In der Wohnung bleiben, Wohnungstür nicht öffnen, sich am Fenster bemerkbar machen.
- Fliehen Sie in einem mehrstöckigen Gebäude nach unten!
- Halten Sie sich am Treppengeländer fest, denn Menschen in Panik nehmen keine Rücksicht!
- Reißen Sie Türen nicht hektisch auf, sondern öffnen Sie diese vorsichtig und ziehen sie gleich wieder zu, falls sich dahinter schon eine Rauchschicht gebildet hat!
- Wenn Sie den Raum, in dem Sie sich befinden, nicht mehr verlassen können, dichten Sie die Ritzen und Spalten an der Tür mit nassen Laken oder Handtüchern ab, um ein Eindringen des Rauchs zu verhindern!
- Hängen Sie große Laken zum Fenster hinaus, um zu signalisieren, dass und wo noch Menschen auf Hilfe warten!